# Copa CECAFA 2016
La Copa CECAFA 2016 fue la edición 39 del torneo de fútbol a nivel de selecciones nacionales de África Oriental organizado por la CECAFA que iba a contar con la participación de las selecciones de la región.

## Cancelación
En septiembre la CECAFA determinó que el torneo se iba a realizar en Kenia debido a que la CECAFA rechazó la solicitud de Sudán para organizar el torneo. En noviembre Kenia anunció que el país no estaba listo para organizar el evento y las autoridades de la región intentaron convencer a Sudán de organizarlo, pero en el mes de diciembre la CECAFA determinó que la Copa CECAFA quedaba cancelada en su edición de 2016.